# Tommy Taylor

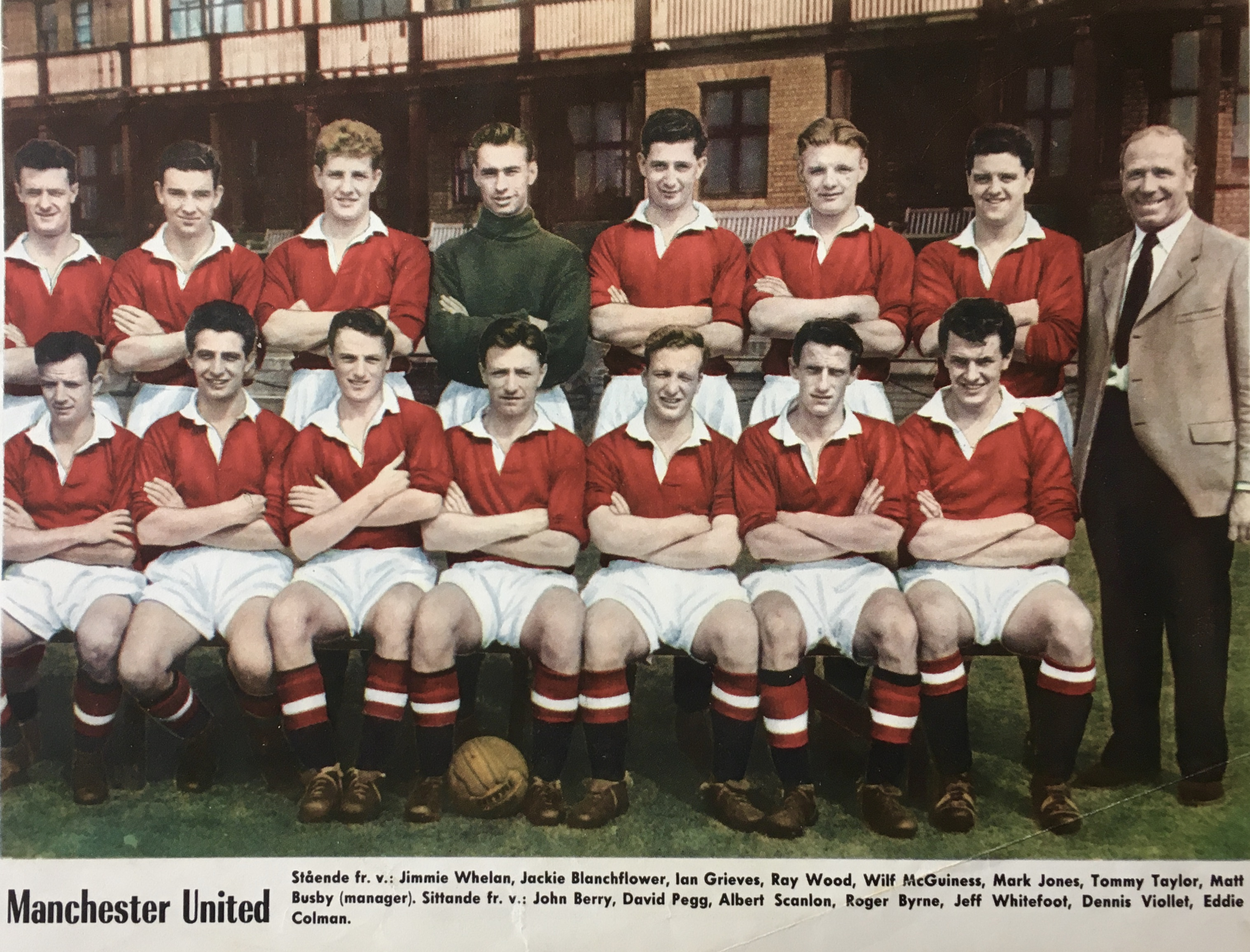
Manchester United F.C. aus dem Jahre 1957 – Bild zeigt 2. Reihe stehend v. l.: Jimmie Whelan, Jackie Blanchflower, Ian Greaves, Ray Wood, Wilf McGuinness, Mark Jones, Tommy Taylor, Matt Busby (Manager);1. Reihe hockend v. l.: Johnny Berry, David Pegg, Albert Scanlon, Roger Byrne (Kapitän), Jeff Whitefoot, Dennis Viollet und Eddie Colman.

Thomas Taylor (* 29. Januar 1932 in Barnsley; † 6. Februar 1958 in München) war ein englischer Fußballspieler.

## Leben und Karriere
Tommy Taylor war einer derjenigen Manchester-United-Spieler, die beim Absturz des BEA-Flugs 609 starben. Er begann seine Fußballerkarriere für eine Fußballauswahl seines Arbeitgebers – eine Kohlenmine, genannt Smithies United. Im Alter von 16 bekam Taylor ein Angebot vom FC Barnsley. 1953 kam der Mittelstürmer für die damalige Rekordsumme von 29.999 Pfund (entspricht 2025 ca. 891.000 Euro) zu Manchester United. Bei seinem Debüt schoss Taylor gleich zwei Tore. Nach sehr erfolgreichen Spielen mit den Red Devils bekam sein damaliger Trainer bzw. Manager Matt Busby im Sommer 1957 ein Angebot über 65.000 Pfund (entspricht 2025 ca. 1.931.000 Euro) von Inter Mailand, welches aber von Busby ausgeschlagen wurde. Bis zu seinem Tod spielte Taylor 19 Mal für die englische Fußballnationalmannschaft und schoss dabei 16 Tore. Insgesamt spielte er 191 Mal für ManUnited und erzielte dabei 131 Tore. Der Mittelstürmer war Mitglied der englischen Nationalmannschaft für die Fußball-Weltmeisterschaft 1954 in der Schweiz und schied mit der Auswahl im Viertelfinale aus.

### Erfolge
- Englischer Meister: 1955/56, 1956/57
- FA-Charity-Shield: 1956, 1957
- Teilnahme an der Fußball-Weltmeisterschaft 1954 in der Schweiz